# Видура
Виду́ра (санскр. विदुर, IAST: Vidura) — герой древнеиндийского эпоса «Махабхарата» и пуранической литературы индуизма, брат по отцу Дхритараштры и Панду, сын Вьясы от служанки цариц Хастинапуры Амбики и Амбалики. Описывается, что Видура был воплощением бога смерти Ямы, который был проклят мудрецом Мандавьей за наложение более сурового наказания, чем был совершённый мудрецом грех.
После того, как вскоре после свадьбы умер царь Хастинапуры Вичитравирья, не оставив после себя наследника, Сатьявати попросила своего сына Бхишму зачать сыновей в лонах двух жён Вичитравирьи — Амбики и Амбалики. Бхишма, однако, не мог удовлетворить просьбу своей матери, так как ранее дал клятву держать пожизненный целибат. Тогда Сатьявати поручила исполнить эту роль своему незаконнорожденному сыну Вьясе, от которого Амбика родила Дхритараштру, а Амбалика — Панду. Описывается, что когда Вьяса пришёл к Амбике (он не был готов к ритуалу зачатия, просив дать ему время, но Сатьявати настаивала на скорейшем зачатии), та ужаснулась при виде уродливого отшельника и закрыла глаза, не открывая их в течение всего полового акта. По этой причине, её сын Дхритараштра родился слепым. После рождения Дхритараштры, когда Сатьявати попросила Вьясу зачать ещё одного сына от Амбики, Амбика вместо себя подослала мудрецу свою служанку, от которой и родился Видура.
Видура вырос вместе со своими братьями Дхритараштрой и Панду, получив всестороннее образование от Бхишмы, почитая его как своего отца. Видура был известен своей честностью и разумностью. Так как оба родителя Видуры не происходили из царского рода, он не мог претендовать на трон и исполнял обязанности советника своих братьев. После Кришны, Видура был самым доверенным лицом Пандавов, постоянно предупреждая их о кознях Дурьодханы. В частности, Видура предупредил Пандавов о плане Дурьодханы сжечь их живьём в восковом дворце. После изгнания Пандавов Видура остался советником в Хастинапуре при дворе слепого царя Дхритараштры. Видура исполнял наиболее торжественные и важные дипломатические поручения: посольство, пригласившее Пандавов для раздела царства после женитьбы на Драупади возглавил именно он. Дхритараштра часто не следовал мудрым наставлениям советника и ссорился с младшим братом, когда тот обличал беззакония царя, а однажды даже прогнал его вон из дворца (Видура удалился в лес к Пандавам), но вскоре заскучал и вернул его. После победы Пандавов и обретении ими царства, Видура удалился в лес для отшельнической жизни. Однажды, навещая Видуру в лесу, его любимец Юдхиштхира увидел, как душа праведного мудреца оставила тело и вознеслась на небо.